# NGC 225

NGC 225

NGC 225 هي مجرة تتبع كوكبة ذات الكرسي. اكتشفها كارولين هيرشل في 23 سبتمبر 1784.

## روابط خارجية
- NGC 225 على موقع ويكي سكاي: DSS2, SDSS, GALEX, IRAS, Hydrogen α, X-Ray, Astrophoto, Sky Map, Articles and images